# Réseau Marco-Polo
Marco Polo est le nom donné à un réseau de renseignement de la Résistance intérieure française pendant la Seconde Guerre mondiale, ayant compté jusqu'à 900 membres.
Relevant des services secrets de la France libre (BCRA), il a été dirigé initialement par l'officier sous-marinier Pierre Montrose (puis surtout par Paul Guivante de Saint-Gast, dont le cousin germain Henri Ulver fit aussi partie du réseau), à l'initiative du capitaine de corvette Pierre Sonneville, et compta dans ses rangs Jacques Bergier, François Moreau de Balasy, Michel Reach, Gaston Fléchier, André Helbronner, Bertrand Le Boucher d'Hérouville, Jules Costa, Georges-Horace Bonnet, René Carmille (pionnier en France des cartes perforées), Jules Jeanneney, président du Sénat en 1932, René Gosse, doyen de la Faculté des Sciences de Grenoble, le Père jésuite Pierre Chaillet, Marie-Adeline Roland-Gosselin, le colonel René Lisbonne (éditeur  d'Henri Bergson, René Lisbonne et de bien d'autres), le capitaine Michel Hardiviller, Joseph Raphanaud, Julien Steyaert (alias Sauterelle, dernier chef du réseau). Le photographe Georges Brun d'Aix-Les-Bains utilisait ses appareils photos et son laboratoire de développement pour recréer des documents pour les individus qui se battaient dans la résistance avec le réseau.
Depuis 1933, René Pellet enseigne à l’École municipale des Sourds-Muets et Aveugles de Lyon. Il y rencontre et épouse Marguerite Baud, institutrice également spécialisée. En octobre 1941, il est nommé directeur de l'École. Il entre dans le Réseau par l'intermédiaire des Éclaireurs. 
Au printemps 1943, la Gestapo déploie une intense activité contre la Résistance, arrête Jean Moulin le 21 juin, puis Guivante, chef du réseau Marco Polo. René Pellet prend alors la relève, avec l'aide de son épouse Marguerite et de ses deux frères, Paul dit Balbo, étudiant en médecine, et André, dentiste. Il est le troisième dirigeant du réseau, devenu alors Promontoire, alias Octave. Début octobre, il part pour Londres donner des renseignements sur le combustible employé pour les essais de fusées V1 et V2. Le couple Pellet accepte par ailleurs d'héberger dans l'École des enfants juifs pris en charge par l'OSE, en instance de placement dans des familles d'accueil.
Le 19 novembre, à l'initiative de Charles Spitz, membre du réseau, le Central téléphonique de la Gestapo installé dans un camion quai du Docteur-Gailleton explose. Le 24 novembre, la Gestapo investit l’École des Sourds-Muets et arrête 62 personnes, dont Marguerite et Paul Pellet. Madeleine Dreyfus, de l'OSE, étant venue ce jour-là chercher un enfant, fait partie des personnes arrêtées.
Avec quelques scientifiques comme Alfred Eskenazi, pionnier de la cybernétique, Jacques Bergier, alias Jacques Verne, et d'autres comme Helbronner du groupe dit « des Ingénieurs » (qui étudie les avancées techniques des Allemands dans les domaines militaire et scientifique), sont mises au jour les expérimentations allemandes sur les fusées V1 et V2. Serge Foiret et François Le Lionnais, chimiste et mathématicien, arrêtés puis déportés à Dora, faisaient partie du service de contrôle sur la V2 et en organisaient le sabotage.